# جيروم غناكو
جيروم غناكو (17 فبراير 1968

 في بوردو) (بالفرنسية: Jérôme Gnako)‏ لاعب كرة قدم فرنسي معتزل كان يجيد اللعب في مركز الوسط المهاجم كما كان يجيد اللعب في مركز المهاجم .
لعب غناكو في أندية بوردو (1986-1988) ألي (1989) أنغرز (1989-1991) موناكو (1991-1994) سوشو (1994-1996) نيس بالإعارة (1995-1996) .
ساهم في تتويج نادي بوردو ببطولة دوري الدرجة الأولى موسم 1986/1987 .
شارك غناكو مع منتخب فرنسا في مباراتان دوليتان في الفترة من 1992 إلى 1994 .

## روابط خارجية
- جيروم غناكو على موقع قاعدة بيانات كرة القدم.إي يو (الإنجليزية)
- جيروم غناكو على موقع ناشيونال فوتبول تيمز (الإنجليزية)
- جيروم غناكو على موقع عالم كرة القدم.نت (الإنجليزية)